# 쥐꼬리겨울잠쥐속
쥐꼬리겨울잠쥐속 또는 쥐꼬리동면쥐속(Myomimus)은 겨울잠쥐과에 속하는 설치류 분류군의 하나이다. 3종으로 이루어져 있다.

## 특징
작은 설치류로 꼬리 길이 53~94mm를 제외한 몸길이가 61~120mm이다. 몸무게는 21~56g이다.

## 하위 종
3종을 포함하고 있다.
- 가면쥐꼬리겨울잠쥐 (M. personatus)
- 로치쥐꼬리겨울잠쥐 (M. roachi)
- 세처쥐꼬리겨울잠쥐 (M. setzeri)